# Bussi sul Tirino
Bussi sul Tirino (Busce in abruzzese) è un comune italiano di 2 246 abitanti della provincia di Pescara in Abruzzo.

## Geografia fisica

### Territorio
Il territorio comunale, dove cui si uniscono la Valle del Tirino e la Val Pescara, è compreso nell'area del parco nazionale del Gran Sasso e Monti della Laga.
Il paese è attraversato dal fiume Tirino che nasce dal sistema acquifero di Campo Imperatore e dopo un percorso carsico di 25 km viene alla luce attraverso tre sorgenti, tutte nel territorio di Capestrano: sorgente di Capodacqua, sorgente di Presciano e sorgente del Lago. Lungo il suo percorso viene alimentato anche da altre piccole risorgive. Il suo nome proviene infatti dal greco "tritano" che significa triplice sorgente.
Attualmente la portata è di circa 6000 litri/secondo e la temperatura delle acque di 11 °C.

### Accessibilità
- Autostrada A25 Roma-Pescara uscita Bussi-Popoli;
- Via Tiburtina Valeria al km 184 bivio in direzione L'Aquila.

## Storia

### Dalla fondazione ai Normanni

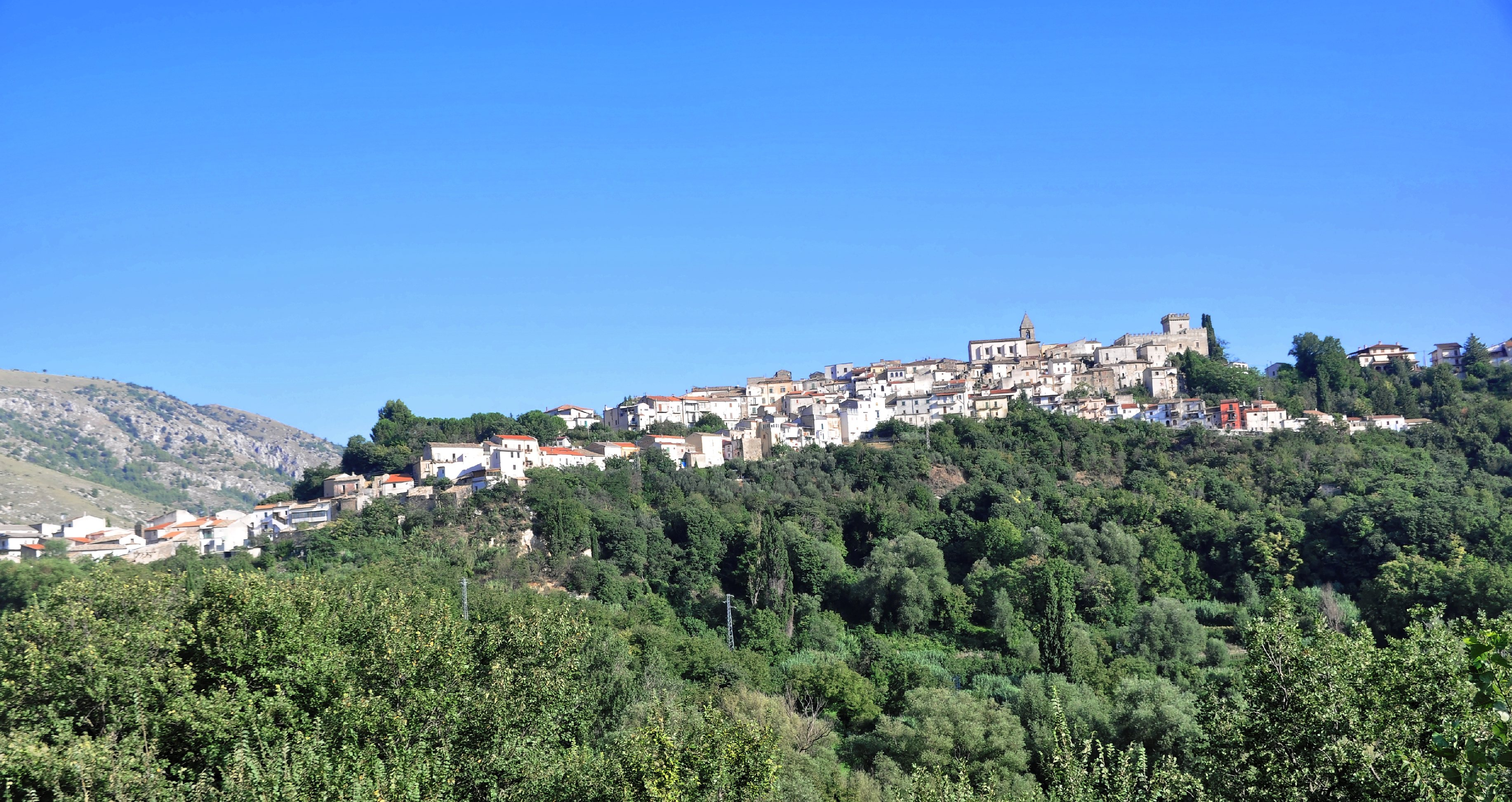
Veduta di Bussi

La denominazione Bussi deriva probabilmente dal nome della pianta del bosso (buxus in latino), dell'epoca italica e poi romana si ha notizia della torre di Sutrium, usata poi dai Longobardi nel VII secolo, ancora oggi visibile in località San Rocco. 
La prima menzione storica del castello di Buxio o Bussio risale al 1111, quando è indicato come confine esterno del territorio dell'Abbazia di San Clemente a Casauria. Nella Galleria delle Mappe Geografiche dei Musei Vaticani, volute dal pontefice Gregorio XIII e realizzate dal 1580 al 1585, si trova indicato l'attuale fiume Tirino con il nome di Buscio.
La prima citazione risale al 774 quando il re longobardo Desiderio donò all'abbazia di San Vincenzo al Volturno la chiesa e il monastero di San Pietro ad Oratorium, oggi nel territorio di Capestrano e la valle "Trita" sita nel territorio diocesano di Valva (Sulmona). Con il termine "Trita" si intendeva la valle del Tirino, fiume che lambisce Bussi, e comprendeva i vici di Ofena, borgo sorto sopra le rovine della vestina Aufinum e Carapelle Calvisio, dotata di baronia. Il possesso della Valle Trita viene riconfermato a San Vincenzo al Volturno da Carlo Magno il 10 aprile 775 e poi nel 779 dal giudice Dagari per volere del duca di Spoleto. Degli uomini di Carapelle avevano occupato i territori spettanti al monastero, e non volevano esserne resi tributari come stipulati dalle convenzioni.
Questi obblighi dei contadini verso le terre di San Vincenzo al Volturno presso San Pietro ad Oratorium vennero riconfermati da Ludovico II Germanico, nell'854 da Frasindo per contro di Guido duca di Spoleto, anche se sorsero contenziosi per i confini territoriali con il monastero di San Giovanni al Volturno. Dal Chronicon Casauriense di Giovanni di Berardo, si ha la citazione di Buxium nel 111, dove si descrive un borgo dotato di castello, che appartenne nel IX secolo all'abbazia di San Clemente a Casauria.
Fuori Bussi si trova ancora la torre longobarda, detta di "Sutrium", ossia un avamposto fortificato a pianta triangolare molto simile alla torre di Montegualtieri (Teramo), usata per gli avvistamenti e il controllo sulla valle. Presso la torre sorse la cappella di San Rocco di cui restano ancora i ruderi, e la stessa località è detta di San Rocco. Nel 1092 alcuni stabili del castello erano posseduti dall'abbazia di San Benedetto in Perillis, nel 1021 si ha la prima notizia sulla chiesa di Santa Maria di Cartignano, appena fuori dal paese, uno dei monumenti simbolici di Bussi, usata come grancia benedettina dell'abbazia di San Liberatore alla Maiella

### Dagli Angioini all'Ottocento
Durante il regno di Carlo I d'Angiò, Bussi fu infeudata a Berardo di Raiano, sino a quando nel Trecento passò alla famiglia dei Conti Cantelmo di Popoli Terme, acquistata da Giacomo Cantelmo. Nel 1377 divenne ufficialmente conte di Bussi Restaino Cantelmo, che comprò il castello con Niccolò Alunno d'Alife; Bussi rimase ai Cantelmo sino al 1579.
Il feudo poi passò nel XVII secolo, con l'indebolimento della famiglia di Popoli Terme, ai Pietropaoli di Castelvecchio Calvisio nel 1579, già signore di Navelli, e successivamente a Cosimo I de' Medici, granduca di Toscana nel 1611, signore di Calascio e Barone di Carapelle, e Principe di Capestrano, poi andò a don Ferrante de Medici, che restaurò il castello, che assunse il toponimo "mediceo". Alla fine del XVIII secolo Bussi divenne terra regia e il feudo andò ai Borboni, sino al 1861.
All'interno del castello sorse la chiesa di San Biagio ornata da un portale di pietra e impreziosita da un campanile a torre in blocchi di pietra squadrati. L'architrave del portone d'ingresso reca un'iscrizione in latino che indica la data 1791, ai margini del paese vi è invece la chiesa di San Lorenzo di origine medievale, con portale in pietra. L'interno è a navata unica con abside semicircolare, presso l'altare c'è una scultura che raffigura l'Agnus Dei, ristrutturata nel 1926.

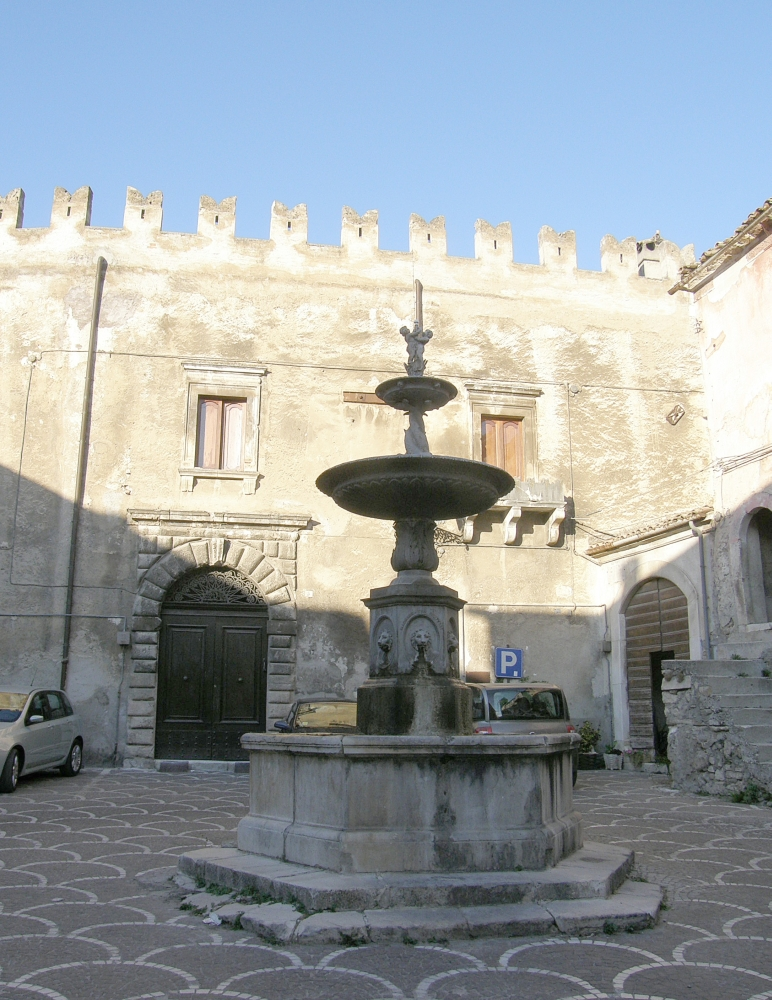
Piazzale del castello con fontana

Nel 1743 con la restaurazione di Carlo III di Borbone, entrò nel Regno delle Due Sicilie, Maria Luisa de Medici, figlia di Gian Gastone, non potendo succede al padre sul trono dell'Etruria, fu costretta a cedere Bussi alla corona borbonica. Nel 1806 caduto Ferdinando IV di Borbone figlio di Carlo III, eletto re di Napoli Giuseppe Bonaparte, Bussi fu liberata dal giogo feudale e divenne un municipio. Nel 1860 ci fu l'annessione plebiscitaria all'Italia sotto il sindaco Francesco Di Giamberardino.
Nel 1889 al nome semplice di Bussi, per evitare casi di omonimia con altri centri italiani, si aggiunse "sul Tirino", specificando il fiume che lambisce il paese. Tuttavia in molti segnali stradali, nonché tra le genti abruzzesi, il paese è ancora chiamato semplicemente "Bussi".

### L'impianto Montedison di Bussi, dalle origini alla seconda guerra mondiale

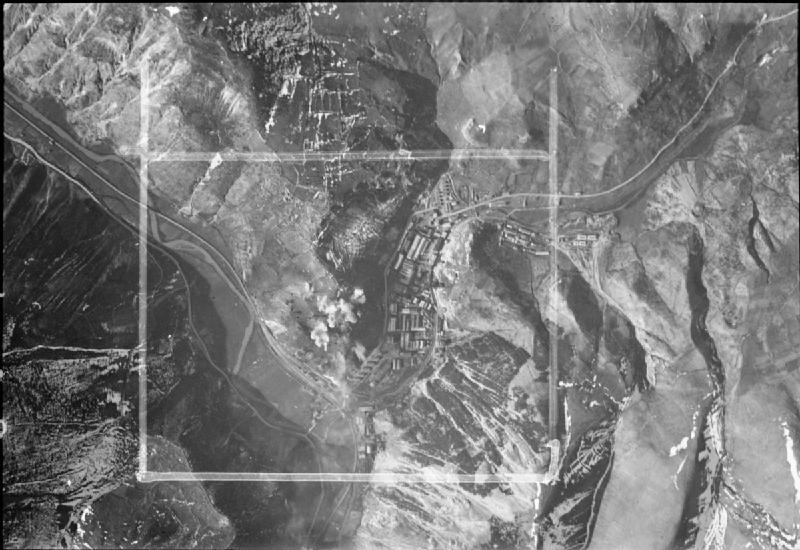
Uno dei bombardamenti sul nucleo industriale di Bussi Officine operati dagli Alleati durante la Seconda guerra mondiale

L'impianto idroelettrico di Bussi fu progettato nei primi anni del '900 insieme alla Società Elettrica Italiana "Vola", poi riconvertita dalla Montecatini nel 1904, di Piano d'Orta (Bolognano). Nel 1887-888 venne realizzato anche il tronco ferroviario che passava per Bussi, da L'Aquila verso il tracciato Sulmona-Popoli Terme-Scafa-Chieti Scalo-Pescara. L'impianto di Bussi Officine in cui si produceva energia elettrica attraverso il clorito sodico e l'acido cloridrico, fu inaugurato nel 1901. Durante il fascismo a partire dal periodo coloniale in Libia, il sito venne utilizzato per la produzione del gas mostarda, un acido estremamente dannoso, capace di corrodere la pelle e distruggere le cellule.
Nell'epoca della seconda guerra mondiale, la disponibilità di iprite del servizio chimico italiano nel 1939-40 era aumentata di 400 tonnellate: Mussolini contava di vincere la guerra avvalendosi dell'uso di gas, in barba alle regole della Convenzione di Ginevra del 1925, e fu Bussi con la società Dinamite Nobel per la produzione di aggressivi chimici: le officine sono raccolte in 10 ettari del SIN "Sito di Interesse Nazionale per la Bonifica"; durante la guerra era la prima a produrre Iprite e Disfogene durante la guerra in Abissinia, era tra le maggiori fabbriche specializzate in aggressivi dopo le fabbriche di Rumianca a Pieve Vergonte (Verbano); in Val Pescara si producevano al giorno tonnellate di iprite tecnica e ancora una tonnellata al giorno di Fosgene e un'altra di Difosgene. Tali informazioni sono nei documenti del libro I gas di Mussolini di Angelo Del Boca, Editori Riuniti.
Delle 20 tonnellate di Yprite quotidianamente prodotte in Italia, per armare le bombe e le granate dei soldati fascisti impegnati contro i gli Etiopi, 10 tonnellate erano garantite dallo stabilimento S.A. Dinamite Nobel di Bussi. Nessuno riferimento ai rifornimenti bellici prodotti in un'altra fabbrica che sempre in Val Pescara e a breve distanza dal sito industriale, sembra avesse finalità militari simili a quelle dello stabilimento della Dinamite Nobel. Una terza società, dopo la Montecatini di Piano d'Orta, era attiva dal 1927 in Pratola Peligna presso le falde acquifere di San Cosimo, che produceva polveri da sparo ed esplosivi. Nel 1943-44 gli alleati bombardarono ripetutamente queste fabbriche.

### Seconda guerra mondiale
Nel 1943 a Creta il sottotenente Siro Riccioni di Bussi, a seguito dell'armistizio di Badoglio, si rifiutò di consegnare le armi e le munizioni, rifugiandosi in montagna, sicché per i tedeschi fu condannato a morte, con una taglia sulla sua testa. Riccioni riuscì a sfuggire all'arresto e si mise a capo di un gruppo di partigiani greci con il nome di battaglia Georgos Sfendilakis, riuscì a liberare 272 commilitoni dalla fucilazione, e a mettere in salvo 2000 militari italiani dai rastrellamenti tedeschi, meriti per cui fu insignito alla Medaglia d'argento al valor militare.
Nel dicembre 1943 invece Bussi fu teatro di un eccidio compiuto da nazi-fascisti: dieci partigiani, catturati a inizio mese con un'imboscata favorita da una delazione, il giorno 14 vennero fucilati in località Parata, in una vecchia cava fatta saltare subito dopo l'esecuzione. Le vittime, - metà delle quali ex-militari, erano tutte di Chieti tranne il loro comandante, Salvatore Cutelli, poi insignito della medaglia d'oro al valore militare.

### Fatti del Novecento sino ad oggi
Dapprima appartenente alla provincia dell'Aquila, nel 1927, con la nascita della provincia di Pescara, Bussi passa a quest'ultima, definendo il confine più settentrionale della provincia pescarese con L'Aquila, insieme a Popoli Terme, prima di arrivare nel cuore della Valle del Tirino, presso Capestrano.

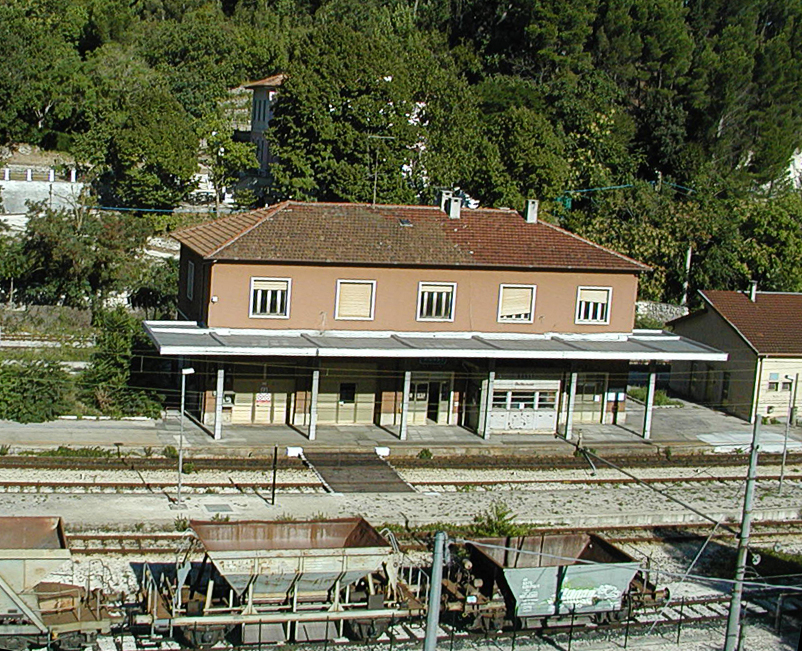
Stazione ferroviaria presso Bussi Officine

Nel 1901 fu costruita la centrale chimica Edison per la produzione di materiale aggressivo ottenuto dal cloro per le cause belliche dell'Italia prima in Africa, e poi nella seconda guerra mondiale. Negli anni '20 fu realizzata anche la cava di bauxite presso la montagna. Dopo la seconda guerra mondiale, in cui il sito di Bussi Officine fu bombardato, l'attività della Montedison continuò sino alla chiusura recente, per inquinamento delle falde acquifere del Tirino, fiume affluente dell'Aterno-Pescara. Per anni Bussi era divenuto un centro industriale, e successivamente ha tentato di risollevarsi con la valorizzazione turistica e naturale del territorio, venendo però colpita seriamente dal terremoto dell'Aquila del 2009.
Il terremoto ha lesionato varie case del centro storico, la chiesa di San Biagio, il castello, rendendoli inagibili. Mentre la chiesa è stata riaperta nel 2017, in quest'anno sono partiti i lavori di recupero del castello, ancora in fase di ultimazione. Anche la chiesa di Santa Maria di Cartignano è stata oggetto di un importante piano di recupero archeologico, in fase ci completamento.
Nel 2003 Bussi compare, insieme a Pescara, nel film Liberi.

## Monumenti e luoghi d'interesse

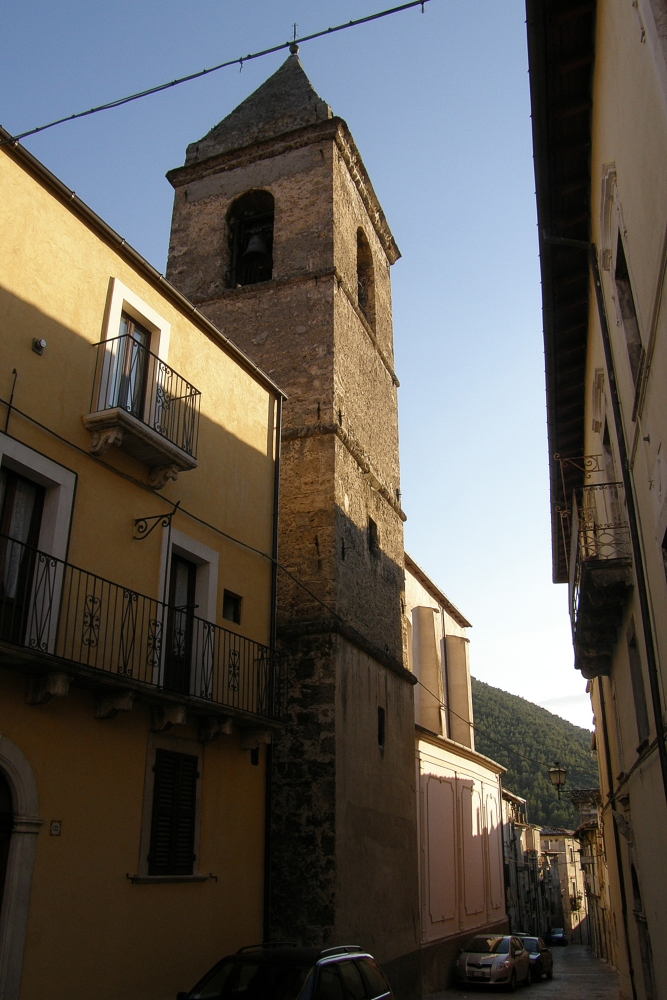
La chiesa di San Biagio

Chiesa parrocchiale di San Biagio e San Nicola di Bari
Costruita nel Trecento, ha un aspetto barocco. La pianta è a croce latina con una navata interna, e il campanile è una torre quadrangolare. La chiesa si trova sul corso principale di Bussi, la facciata barocca ha un aspetto rustico, un semplice portale in pietra architravato rifatto nel 1791 come recita l'iscrizione, il campanile turrito è in blocchi squadrati di pietra e termina a cuspide. Il portale coronato è ricurvo, nel tipico stile barocco, con uno stemma gentilizio presso il frontone. L'interno è a navata unica, con cappelle laterali introdotte da archi a tutto sesto su pilastri con trabeazione e capitelli corinzi. La chiesa è stata danneggiata dal terremoto del 2009, e restaurata nel 2017-18
Chiesa di Santa Maria di Cartignano
Si trova sulla strada che costeggia Bussi. Nel 1021 è citata per la prima volta, dipendente dall'abbazia di Montecassino, con un atto di donazione a San Pietro in Oratorium, citata come chiesa di San Benedetto. Nel 1065 divenne monastero, e fu ampliata nell'impianto ancora oggi perfettamente visibile. Nel 1569 fu abbandonata dai monaci di Montecassino e divenne grancia dell'abbazia di San Liberatore a Maiella, passando poi ai Celestini della Badia Morronese di Sulmona. Dagli atti notarili del 1770 la chiesa era ancora in piedi, presentava nella descrizione tre navate, due altari laterali, una porta grande a nord, e un'altra piccola a oriente, e rendita di 200 ducati. Nel 1780 venne rivendicata dai Borbone finché nel 1899 il Piccirilli la descrive in abbandono, seppellita dalla fanghiglia degli straripamenti del Tirino; la chiesa rimase in questo deplorevole stato sino al dopoguerra, quando venne ripristinata dove possibile, lasciando il vuoto del tetto andato distrutto, ma conservando le navate, la torre campanaria con l'ingresso e l'abside.
La chiesa presenta un impianto rettangolare con suddivisione in tre navate tramite archi a tutto sesto su pilastri quadrati. Alcuni capitelli presentano motivi vegetali e animali, come dei pesci, dentellature geometriche, ed epigrafi. Sopra il portale di ingresso si apre un finestrone a rosoncino con modanatura a otto colonnine collegate da arcate trilobe; il campanile superiore è a vela, in asse con l'ingresso, in origine aveva due arcate, ridotte poi a una sola per la campana. La navata centrale termina ad abside semicircolare, come si vede anche dall'esterno, nel cui muro si apre una finestra oblunga, nel catino absidale ci sono affreschi della Deesis, composta da Cristo in maestà sul trono tra la Madonna e San Giovanni Battista; ai lati del Cristo i simboli del sole e della luna, e la parola EGO SUM LUX MUNDI; lo sfondo è quello di un cielo stellato paradisiaco, lungo la parte inferiore dell'affresco corre un'iscrizione con il nome del maestri, del committente e della data di esecuzione. Si presume che il programma iconografico fosse simile a quello della chiesa di San Pietro ad Oratorium di Capestrano, opera di Armanino da Modena nel XIII secolo. Altri affreschi lungo le pareti mostrano San Nicola, San Paolo, Sant'Agata, San Benedetto, Sant'Amico, San Mauro, San Pietro. Un bassorilievo, oggi conservato nella parrocchia di Bussi, raffigura il Sacrificio di Cristo in chiave simbolica: l'Agnus Dei e la croce, Cristo disteso per rappresentare la morte e la Sua Resurrezione con una figura sospesa a destra, verso la base ci sono due leoni, simbolo della vittoria di Gesù sulla Morte

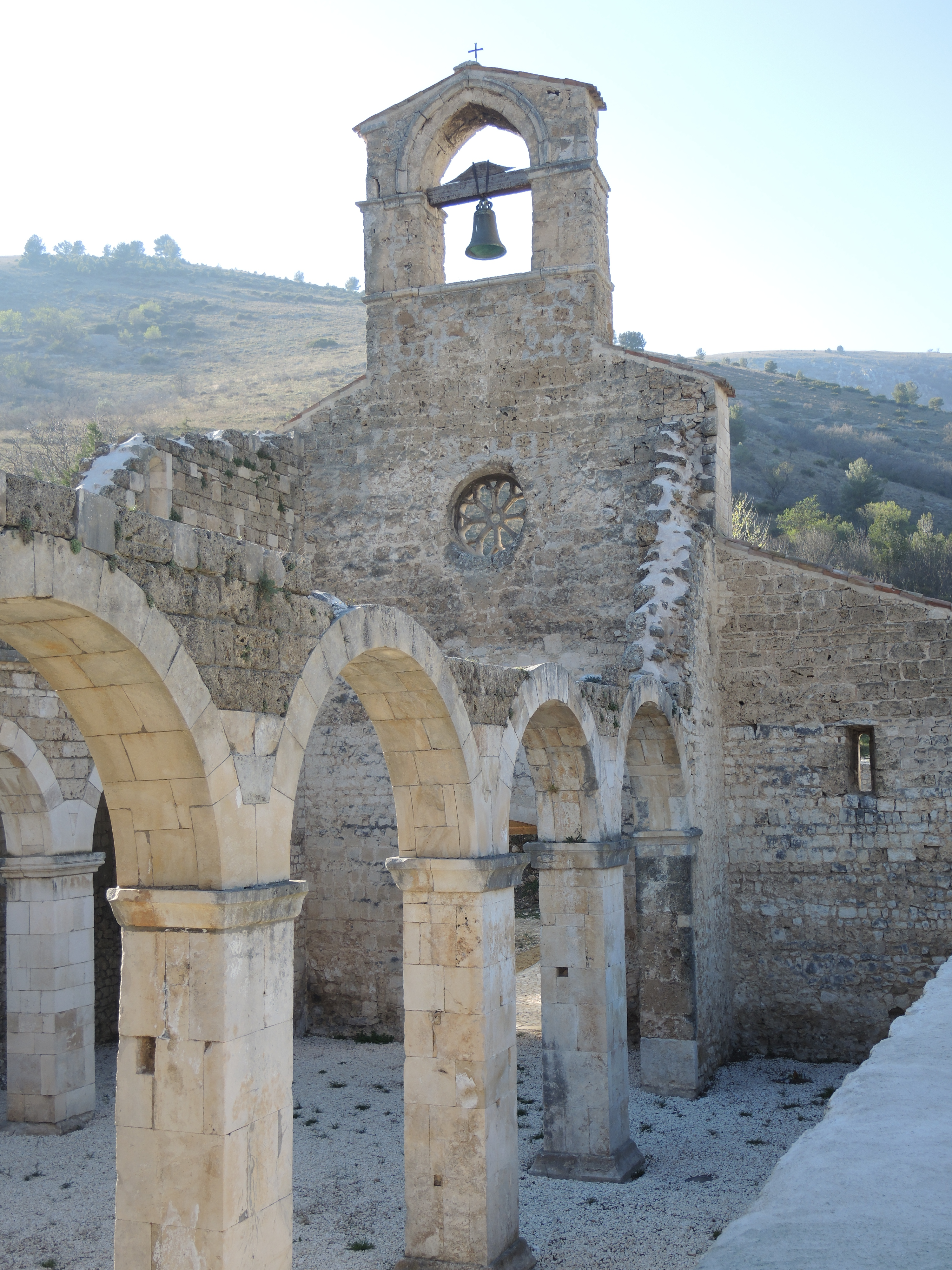
La chiesa
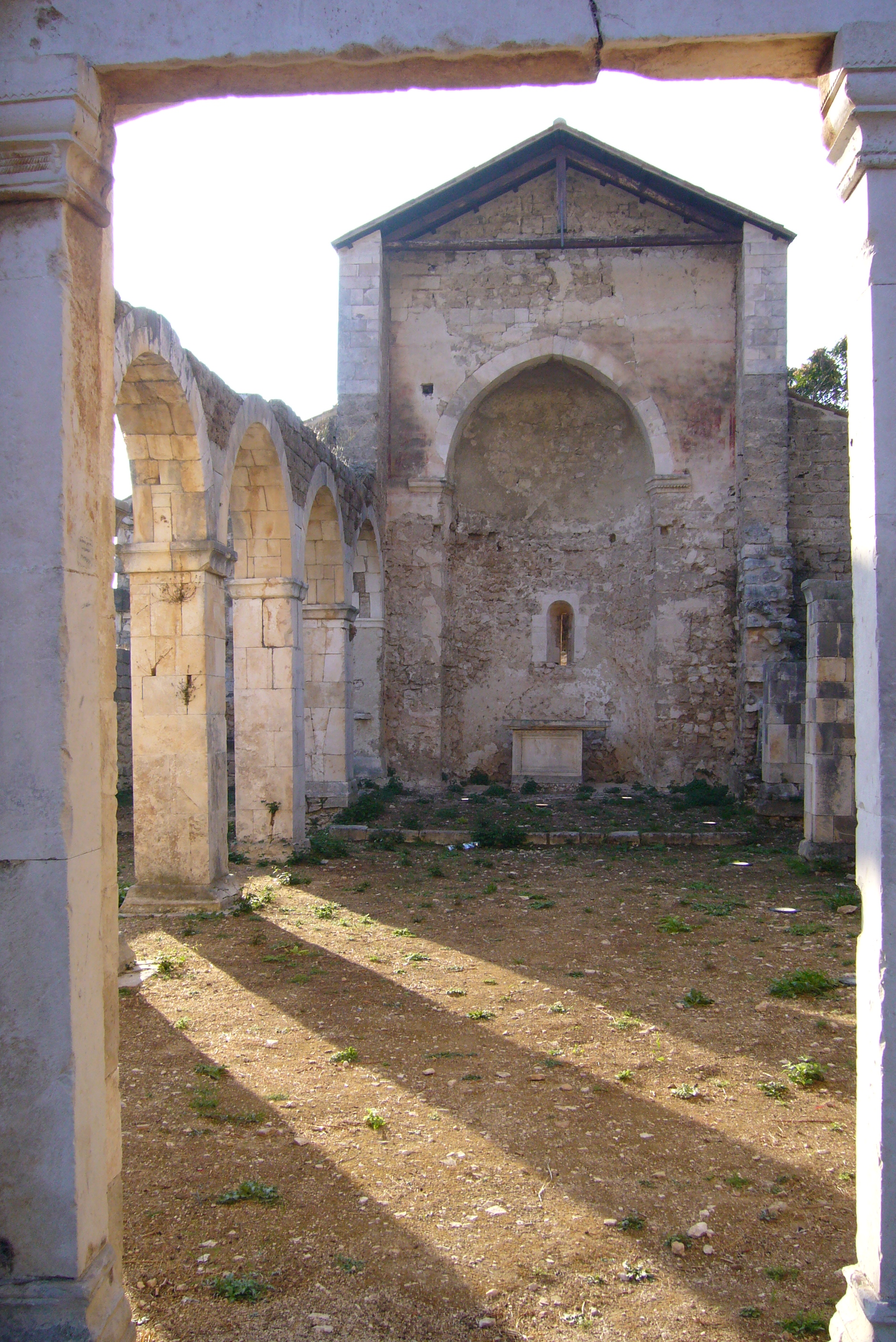
Interno della chiesa
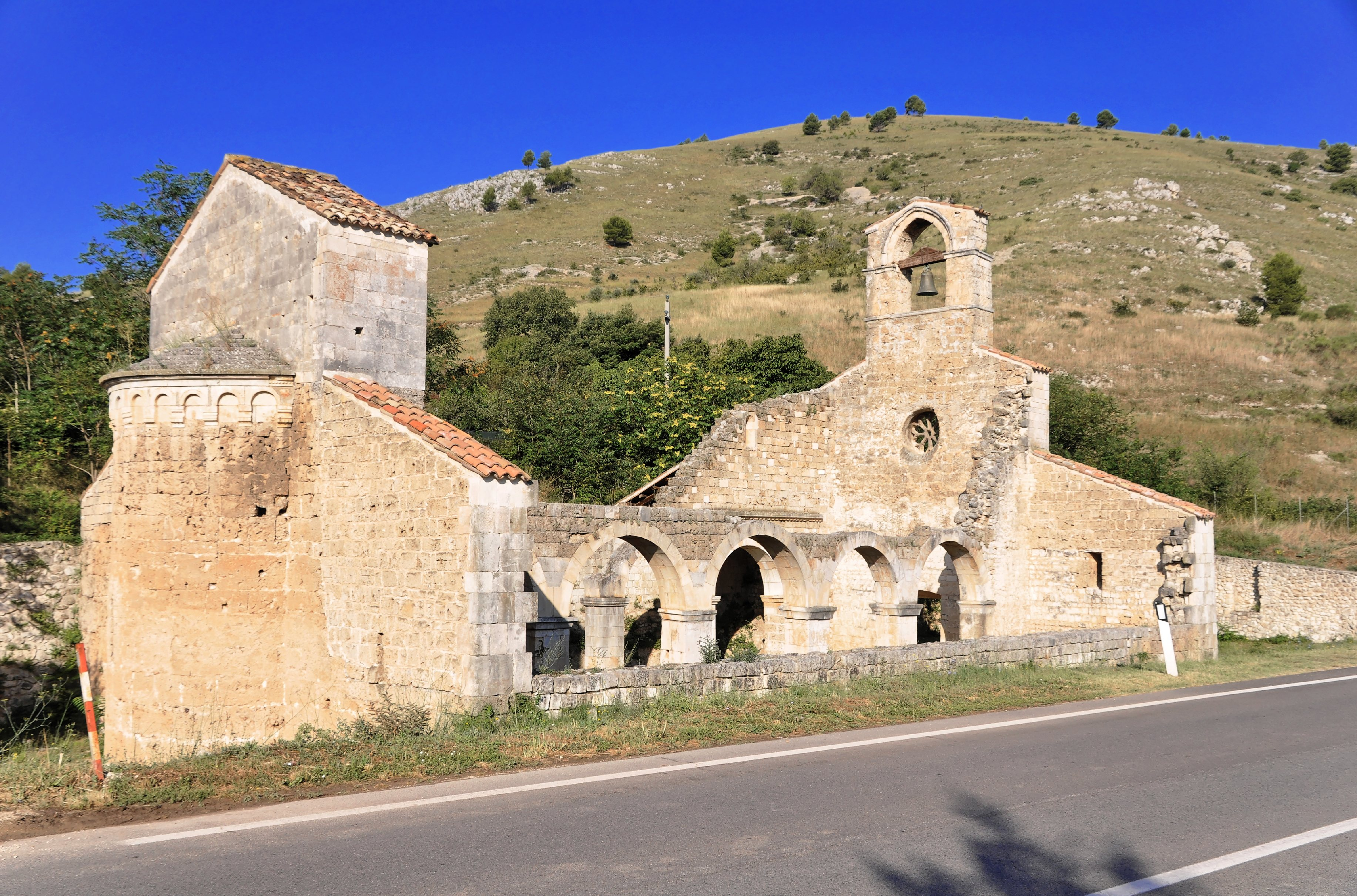
Prospetto della chiesa
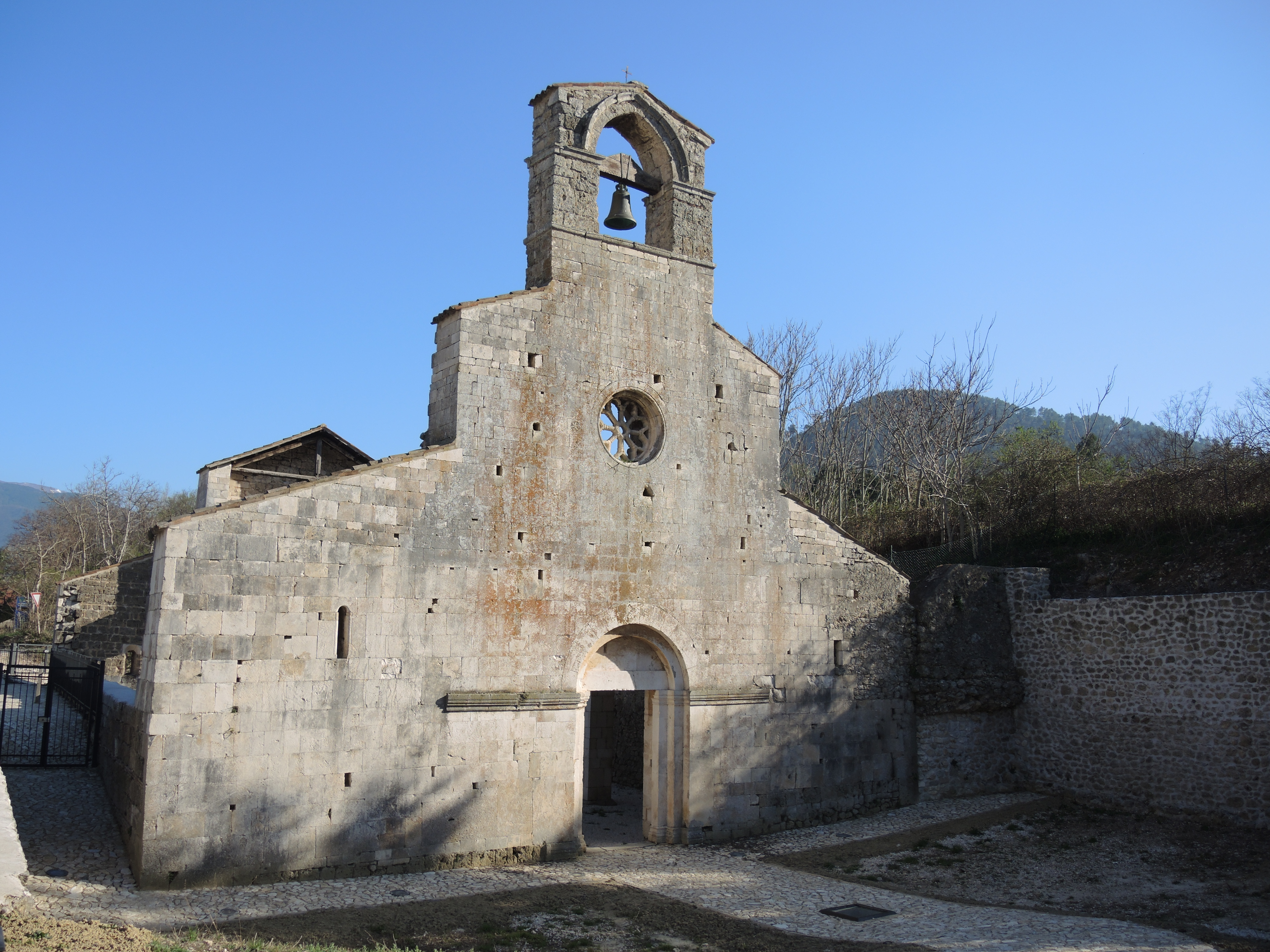
Il campanile a vela della chiesa

Chiesa di San Lorenzo
in periferia lungo il fiume Tirino.In facciata frammenti del IX secolo e all'interno bassorilievi provenienti dagli scavi di Santa Maria di Cartignano
Chiesa dei Ss. Anna e Pantaleone XVI secolo (o Santa Maria di Ponte Marmoreo)
lungo il fiume Tirino.Gli affreschi decorano le pareti interne dell'unica navata.
Castello Mediceo
Si trova nella parte più alta del paese. Il castello fu costruito dalla famiglia Angiò nel XII secolo e poi appartenne alla famiglia dei conti Pietropaoli di Navelli e successivamente alla famiglia De Medici (XV secolo). Nei secoli successivi diventò un palazzo gentilizio, senza però perdere l'aspetto di struttura fortificata. Dalla seconda metà del '700 è di proprietà della famiglia de Sanctis.

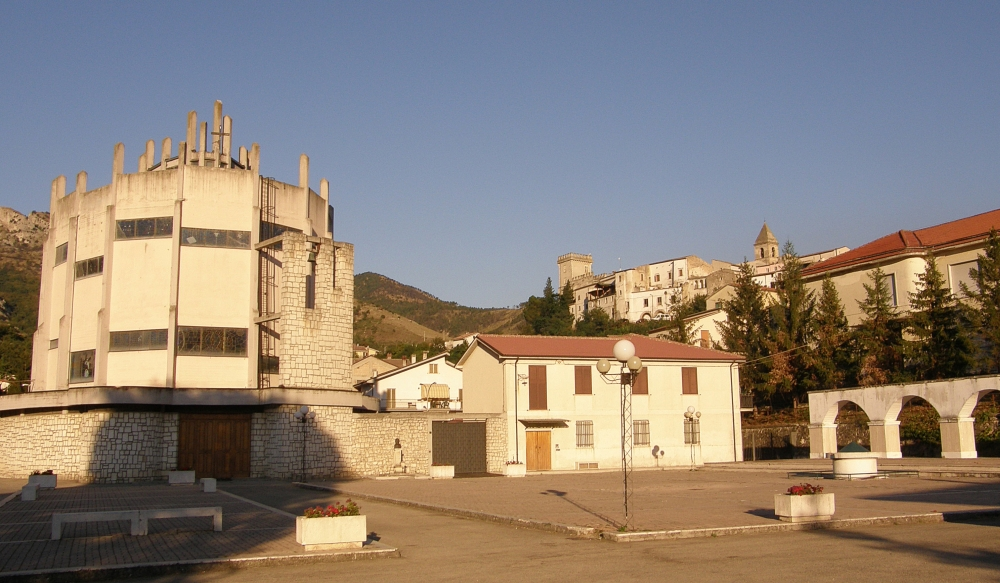
Parrocchia dell'Assunta

Chiesa parrocchiale di Santa Maria Assuntain Piazza Giovanni XXIII, è stata realizzata negli anni '70 del Novecento per interesse del parroco don Remigio Massignani: la chiesa ha una superficie di 514 mq, mentre i vani accessori, battistero, presbiterio, hanno una superficie di 78 mq. La struttura portante della parte centrale in cemento armato, a pianta circolare, è costituita da pilastri che hanno alla base dimensioni di 1x0, 30 mt e che alla quota di 8,15 metri dal piano di calpestio, si diramano in due tronchi, uno in prosecuzione verticale, e l'altro convergente verso l'interno, a formare un telaio con il pilastro opposto. I due tronchi sono collegati superiormente a triangolo, e i pilastri collegati tra loro da un reticolo di travi parete, la struttura portante della parete perimetrale bassa è realizza da una serie di pilastrini, sempre in cemento, collegati con pilastrata della struttura principale. L'esterno è annesso a una seconda struttura in mattoni in conci irregolari misti a cemento, che caratterizzano la torre campanaria a vela.
Torre longobardadel X secolo, si trova in località San Rocco, è detta di "Sutrium", un pagus romano che esisteva nell'epoca italica. La pianta triangolare di questa torre è inusuale per l'Abruzzo, e trova un unico esemplare combaciante nella torre di Montegualtieri della provincia di Teramo; presenta il corpo snello ed era sicuramente poco elevata, la sua funzione era quella di controllo della valle. Della suddivisione interna a causa dell'abbandono, non rimane nulla, sul prospetto sud-est si apre un varco che doveva essere l'accesso principale, materiali impiegati per la realizzazione sono condi di pietrame di fiume. Accanto sorge un edificio allo stato di rudere, con impianto rettangolare, era la chiesa di San Rocco, da cui il nome della località.
Centro visite del Fiume Tirinoposto in via A. Gramsci, è una moderna struttura educativa informativa, posta presso il fiume. Il centro è dotato di laboratorio didattico dedicato alla sostenibilità ambientale, con strumenti e materiali adatti ad avvicinare e sensibilizzare i ragazzi delle scuole che sovente lo visitano, alla ricchezza del fiume Tirino e della vallata. Il centro promuove anche escursioni e visite guidate nei dintorni.

## Società

### Evoluzione demografica
Abitanti censiti

Il boom demografico registrato nel trentennio 1930-1960 è evidentemente legato al benessere portato dal notevole sviluppo del polo industriale bussese dove gran parte della popolazione maschile del paese trovò lavoro.

### Tradizioni e folclore
In occasione dei festeggiamenti del santo patrono, San Biagio, si usa seguire la Santa Messa nella chiesa di San Biagio nel centro storico e ricevere l'olio benedetto per l'unzione della gola. A San Biagio è infatti riconosciuto il patronato contro tutte le malattie della gola. Altra caratteristica legata al santo patrono sono le "Ciambelle d' San Biag'" dolce prettamente bussese.

## Cultura

### Ceramica
A partire dal 1700 la presenza di maestri ceramisti provenienti da Castelli (Teramo) diede vita ad una stagione artistica incentrata sulla creazione di oggetti in ceramica. La presenza di argilla lungo il corso del fiume Tirino permise la nascita di numerose botteghe che svolsero la loro attività fino alla meta del 1800 circa. I manufatti più rappresentative sono conservati presso il Museo delle Tradizioni Popolari di Roma.

### Cinema
- Liberi (2003), con Elio Germano. Il film è ambientato in parte nel borgo.

## Economia

### Polo industriale Bussi Officine
Bussi è stato da sempre considerato un sito interessante grazie all'acqua, così nel 1901 la società Franco-Svizzera di Elettricità, divenuta poi Società Italiana di Elettrochimica, ottenne la concessione di installare impianti per la produzione di cloro, sfruttando il fiume sia per il fabbisogno di acqua dell'industria stessa che per la produzione di energia elettrica. Nel 1907 Bussi rappresenta la prima produzione in Italia dell'alluminio con il metodo elettrochimico. Dopo la prima guerra mondiale il polo industriale si concentra sulla produzione di ferro-silicio (corazze per le navi), clorati (per esplosivi), fosgene (da tetracloruro di carbonio per gas asfissianti), ioduro e cloruro di benzile (gas irritanti e lacrimogeni), acido benzoico (irritanti). Nel dopoguerra, dopo un periodo in discesa, torna protagonista nel panorama della chimica nazionale con idrogeno e azoto. Nel 1921 la svolta definitiva con la “Società Elettrochimica Novarese”, che porta alla completa industrializzazione dell'Alta Val Pescara.
Secondo alcune testimonianze, intorno al 1930 si sarebbe prodotta anche l'iprite (il gas vescicante che provocava ustioni e distruzione delle cellule) che Mussolini impiegò in Etiopia. Il gas era stato messo al bando dalla Convenzione di Ginevra fin dal 1925. Sempre nello stesso periodo gli impianti passarono sotto la gestione della Montecatini che dal 1960 concentrò lo sfruttamento per la produzione di cloro, clorometani, cloruro ammonico, piombo tetraetile e trielina.
Nel luglio del 1966 venne costituita la SIAC (Società Italiana Additivi per Carburanti) che assunse, nel gennaio del 1967, la gestione del settore produttivo piombo-alchili. Tra il 1989 e il 1994 furono potenziati gli impianti per l'acqua ossigenata e per il clorometano. Nel 1995 fu installato un nuovo impianto per la produzione di detergenti domestici con la caratteristica di esercitare a freddo l'effetto sbiancante a cui si uniscono le proprietà battericide.

## Infrastrutture e trasporti

### Ferrovie
Bussi sul tirino ha una stazione ferroviaria ubicata lungo la Ferrovia Roma-Sulmona-Pescara, a servizio del comune. Il fabbricato viaggiatori ha una piccola sala d'attesa. Nella stazione fermano circa 20 treni al giorno tra Sulmona, Pescara e Roma.

## Amministrazione
Elenco dei sindaci di Bussi sul Tirino dal 1988.
| Periodo          | Periodo          | Primo cittadino           | Partito                         | Carica                    | Note                       |
| ---------------- | ---------------- | ------------------------- | ------------------------------- | ------------------------- | -------------------------- |
| 10 giugno 1988   | 7 giugno 1993    | Nino Orazio Di Tillio     | PCI/PDS                         | Sindaco                   |                            |
| 7 giugno 1993    | 28 aprile 1997   | Camillo Scipione          | PDS                             | Sindaco                   |                            |
| 28 aprile 1997   | 30 maggio 2006   | Angelo Di Francescantonio | Lista civica di centro-sinistra | Sindaco                   | Rieletto il 13 maggio 2001 |
| 30 maggio 2006   | 28 novembre 2007 | Marcellino Chella         | Lista civica                    | Sindaco                   |                            |
| 29 dicembre 2007 | 15 aprile 2008   | Giuliano Lalli            |                                 | Commissario straordinario |                            |
| 15 aprile 2008   | 27 maggio 2013   | Marcellino Chella         | Lista civica di centro-sinistra | Sindaco                   |                            |
| 27 maggio 2013   | 22 maggio 2018   | Salvatore Lagatta         | PRC                             | Sindaco                   |                            |
| 22 maggio 2018   | 10 giugno 2018   | Giuseppe Luciano Conti    |                                 | Commissario straordinario |                            |
| 10 giugno 2018   | 14 luglio 2024   | Salvatore Lagatta         | PRC                             | Sindaco                   |                            |

## Sport
Dalla fusione della Scuola Calcio Za' Mariola e la S.S. Tirino Bussi, avvenuta nel 2005, è nata l'Associazione Sportiva Dilettantistica Tirino Bussi che vede le proprie squadre iscritte rispettivamente a:
- campionato di seconda categoria regionale (Calcio);
- campionati provinciali giovanili (Calcio)

Diversi piloti del moto club "Lo Sherpa" sono impegnati nei campionati regionale ed italiano di enduro e motocross.